# Ишновэц
Ишновэц (рум. Ișnovăț) — село в Криулянском районе Молдавии. Относится к сёлам, не образующим коммуну.

## География
Село расположено на высоте 207 метров над уровнем моря.

## Население
По данным переписи населения 2004 года, в селе Ишновэц проживает 1580 человек (790 мужчин, 790 женщин).
Этнический состав села:
| Национальность | Число жителей | Процентный состав |
| -------------- | ------------- | ----------------- |
| молдаване      | 1573          | 99,56             |
| русские        | 3             | 0,19              |
| украинцы       | 2             | 0,13              |
| румыны         | 1             | 0,06              |
| прочие         | 1             | 0,06              |
| Всего          | 1580          | 100 %             |